# Julieta XLF
Julia Silla, més coneguda com a Julieta.xlf (València, 1982) és una artista urbana valenciana, especialitzada en postgraffiti i membre del grup XLF (Por la Face). És llicenciada en Belles Arts i especialitzada en il·lustració per l'Acadèmia de Sant Carles.
Comença en el món del graffiti amb désset anys, fent tags infuenciat per Escif, i començaria a realitzar treballs de postgraffiti a principis de la dècada dels 2000. És membre d'XLF des de 2003, quan el grup comença a tindre activitat. Molt activa a la Ciutat de València, té una iconografia de caràcter infantil propera a l'art oriental, amb influències del kawaii japonés i el pop psicodèlic. Els seus murals solen estar protagonitzats per nines, de la que s'han destacat que amaguen perplexitat i sensibilitat. Tot i no tindre un missatge directe, les obres de Julieta intenten transmetre esperança i conceptes com créixer o l'equilibri vital, a més de reivindicar aspectes essencials com la natura o l'alegria de les persones, utilitzant formes orgàniques i color. Entre les influències o artistes amb estil semblant hi trobem a Nina, de Brasil, Os Gemeos i els catalans Freaklub.
El 2011 va col·laborar amb Miguel Hache en la realització de diverses falles.
El 2014 a la plaça de la Botja del barri de Velluters de València, va participar en la realització del mural de la Botja en col·laboració amb altres grafiteres i grafiters com Toni Espinar, Barbiturikills, Deih, Dyox, Pica, Pichi&Avo, Poye, The End i Xelön i algunes entitats del districte de Ciutat Vella i veïnat a títol individual que tracten de posar en valor una part de la història del barri.
En 2018 va rebre el premi eWoman en la categoria d'Art Digital i Xarxes socials, junt a la catedràtica Pilar Roig a la seua trajectòria professional, i la fundadora de la marca de joies Singularu Cristina Aristoy, guanyadora del premi de negoci en línia.